# シュメン州
シュメン州（シュメンしゅう、ブルガリア語: Област Шумен, ラテン文字転写: Oblast Shumen、トルコ語: Şumnu ili、シュムヌ州）は、ブルガリア北西部に位置する州。州都はシュメン。

## 基礎自治体

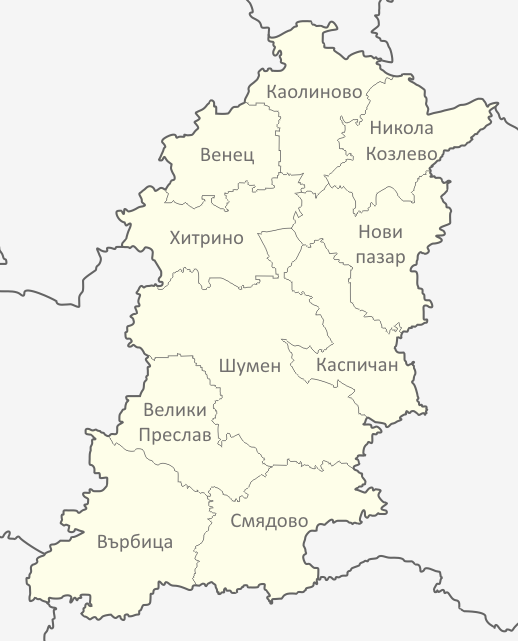
シュメン州の基礎自治体

- シュメン（Шумен、Shumen）、トルコ語名シュムヌ（Şumnu）- 州都
- ヒトリノ（Хитрино、Hitrino）
- カオリノヴォ（Каолиново、Kaolinovo）
- カスピチャン（Каспичан、Kaspichan）
- ニコラ・コズレヴォ（Никола Козлево、Nikola Kozlevo）
- ノヴィ・パザール（Нови Пазар、Novi Pazar）、トルコ語名イェニ・パザール（Yenipazar）
- スミャドヴォ（Смядово、Smyadovo）
- ヴァルビツァ（Върбица、Varbitsa）
- ヴェリキ・プレスラフ（Велики Преслав、Veliki Preslav）
- ヴェネツ（Венец、Venets

## 地理
シュメン州はブルガリア北西部、バルカン半島の北側に位置し、ドナウ平原の丘陵地帯の中にある。北はシリストラ州、ドブリチ州、西はトゥルゴヴィシテ州、ラズグラト州、南はスモリャン州、ブルガス州、東にはヴァルナ州がある。

## 歴史

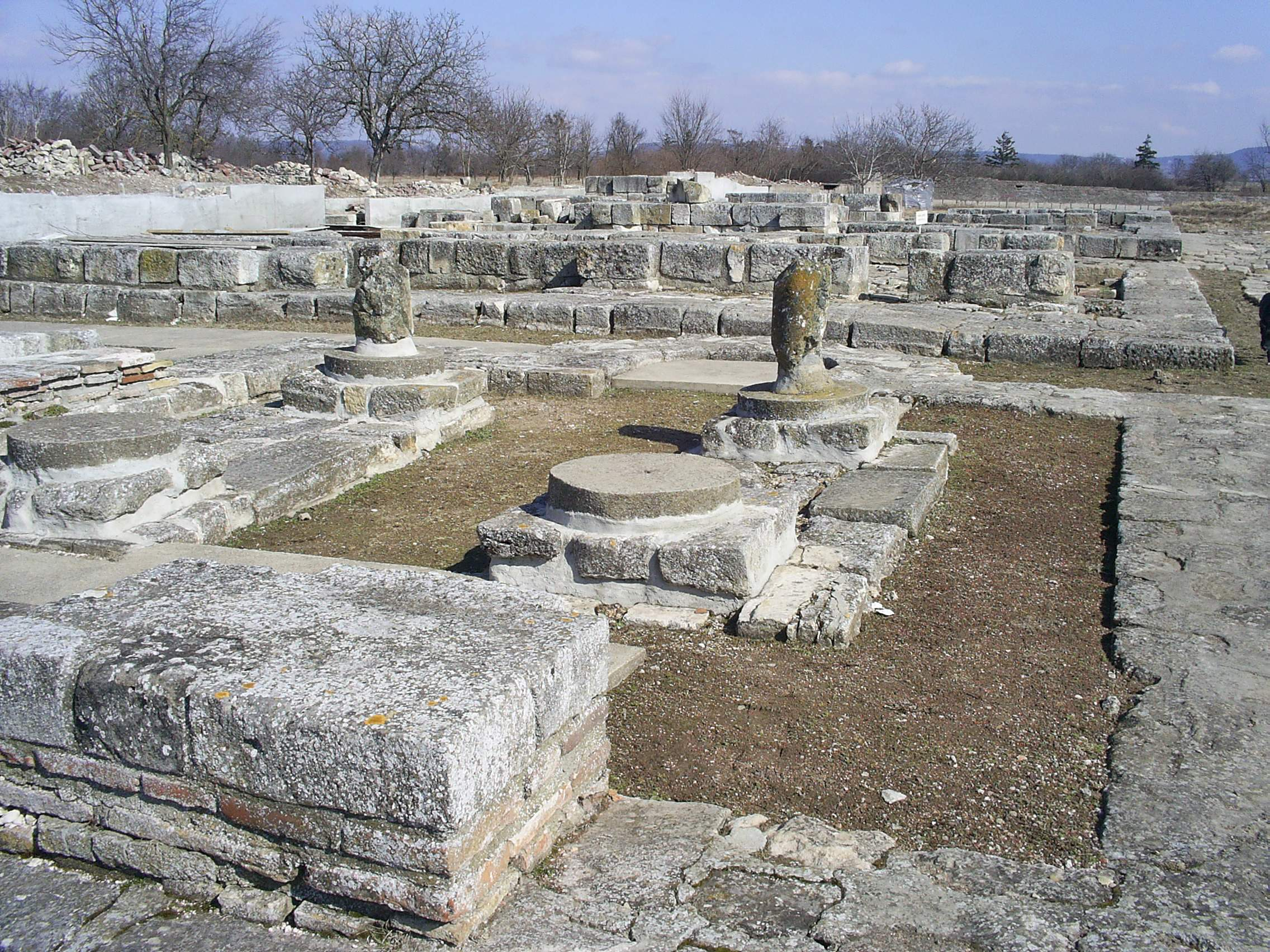
プリスカはかつての第一次ブルガリア帝国の首都であった

この地方はかつて第一次ブルガリア帝国の中心であった。7世紀後半にドナウ川河口地域にブルガール人が侵入し、その指導者であったアスパルフ・ハーンによって第一次ブルガリア帝国が建国された。681年、アスパルフが帝国の首都と定めたプリスカ（Плиска）の領域は、現在カスピチャン市に含まれる。同地には現在でも当時の都市の跡が残されている。シュメン市のマダラ（Мадара、Madara）村にあるマダラの騎士像は切り立った崖に刻み込まれた巨大なレリーフで、世界遺産に登録されている。マダラの騎士像はアスパルフの後をついだテルヴェル・ハーンの時代に建造されたものと推定され、ブルガール人の騎士を描いたものと考えられている。
893年、シメオン1世の時代に首都はプレスラフに移され、その後プレスラフは急速に開発が進んだ。シメオン1世はブルガリアのキリスト教化を進めるとともに幾度となく東ローマ帝国を侵略、自ら「ブルガリア人とローマ人の皇帝」と名乗り、ブルガリア正教会を設立した人物である。

## シュメン

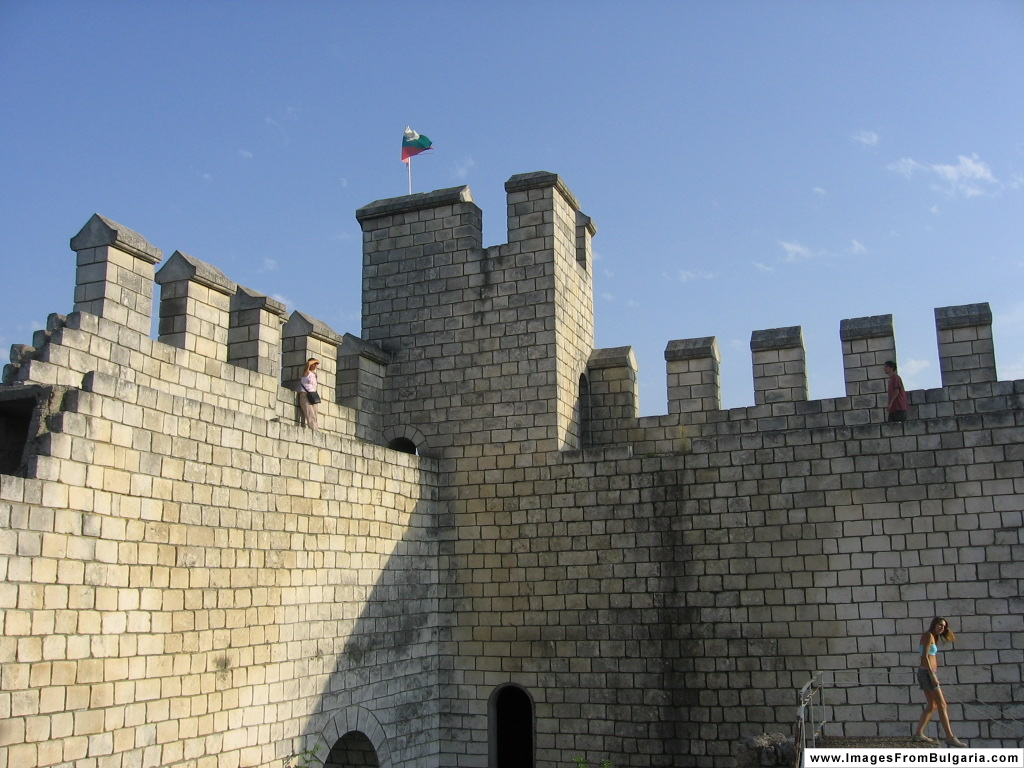
シュメン要塞跡

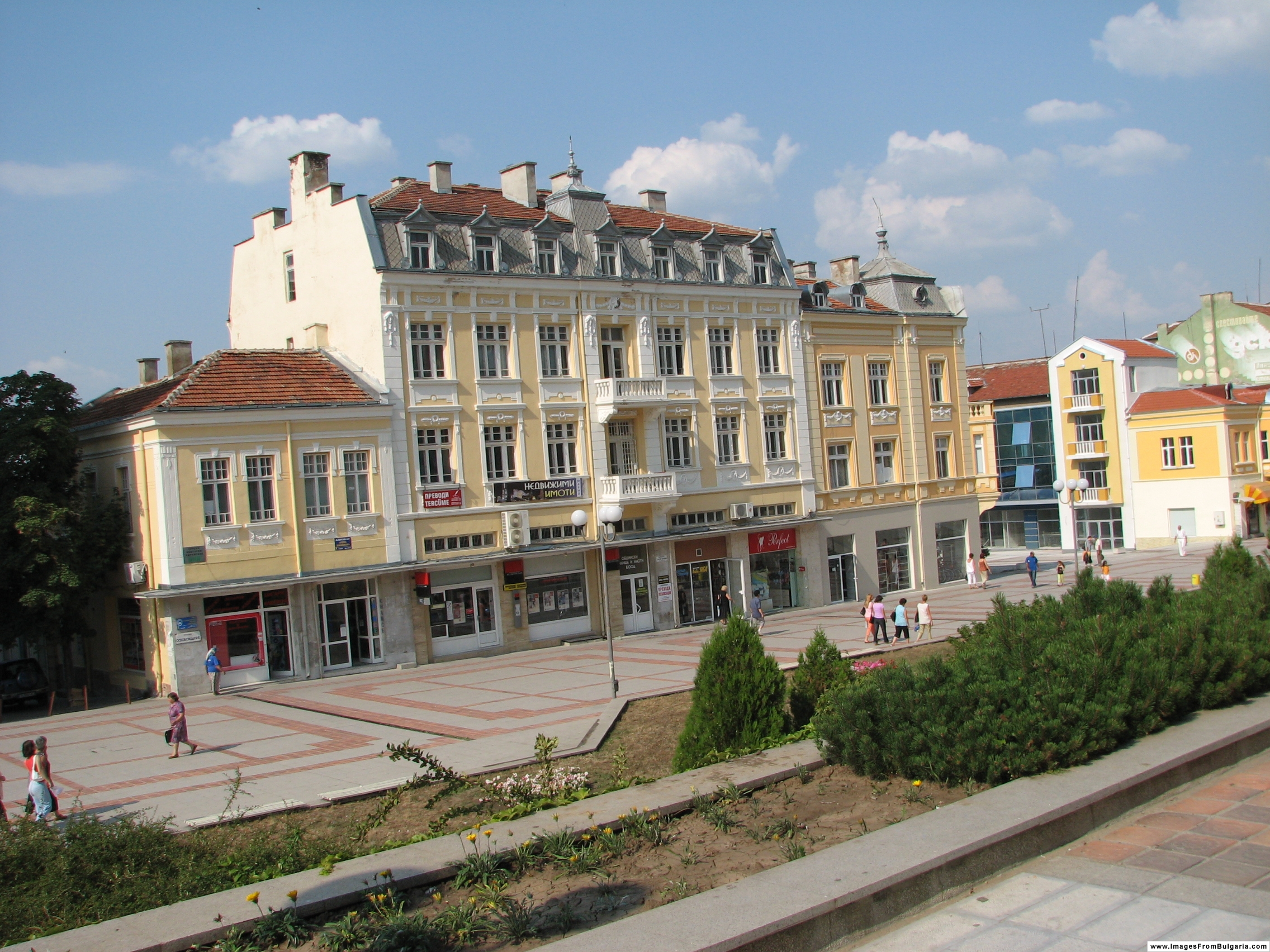
シュメンの町の様子

州都のシュメンには州の1300年の歴史を記念する1300段の階段のあるモニュメントが建てられている。その他にはシュメン要塞跡、トンブル・モスク（en）、シュメン平原自然公園などがある。また、ブルガリアの代表的なビールのブランドであるシュメンスコ・ビール（Шуменско、Shumensko）の醸造所がある。

## 交通
シュメン州はヴァルナとソフィアの間に位置し、両者を結ぶ鉄道や道路が整備されている。シュメンとヴァルナの間にはヘムス高速道路が敷かれ、やがてソフィアまで延伸する計画となっている。

## 人口
2003年のシュメン州の総人口は204378人であり、その主な民族別人口比率は次の通りである。
- 60.2% ブルガリア人
- 29.1% トルコ人
- 8.1% ロマ
- 0.6% ヴラフ人
- 0.2% アルメニア人
- 0.2% ロシア人